# Abdó Mundí i Ricart
Abdó Mundí i Ricart (Figueres, Alt Empordà, 1817 - Barcelona, 2 d'abril de 1872) fou un compositor de sardanes.
Fill de Rafael Mundí i Alzina, sabater d'ofici, natural de Castelló d'Empúries, i de Francesca Ricart i Pujol, natural de Figueres. Oblidat durant molts anys, aquest autor vuitcentista fou retrobat per Lluís Albert el 1964 després de pacients recerques. En el disc Sardanes vuitcentistes (1980) de la col·lecció Clàssics de la Sardana hi apareix la seva curiosa Sardana de toques de guerrilla (1851).
Les seves sardanes estaven basades en motius operístics i, per tant, se suposa que Mundí estava vinculat estretament al món de l'òpera. Estan datades a Barcelona i procedeixen de l'arxiu de la cobla del seu amic Miquel Gich, de Torroella de Montgrí, una de les primeres cobles de les quals se'n té constància. Probablement, tocava el violí a l'Orquestra del Liceu. També va escriure una de les primeres sardanes llargues, obligada de flabiol, a gran orquestra de plaça i executada el 18 d'agost de 1851.
Va morir el 2 d'abril de l'any 1872, pocs dies abans que en Miquel Pardàs. Casat amb Teresa Giró varen ser pares de Santiago Mundí i Giró.